# Zoran Živković (rukometaš)
Zoran "Tuta" Živković (Niš, 5. travnja 1945.), je bivši srbijanski rukometni vratar i rukometni trener.

## Igračka karijera
S reprezentacijom Jugoslavije je osvojio zlatnu medalju na Olimpijskim igrama 1972., zlatnu medalju na Mediteranskim igrama 1967. i zlatnu medalju na Svjetskom rukometnom kupu 1971. 

## Izbornička karijera
Kao izbornik Jugoslavije je osvojio zlatnu medalju na Svjetskom prvenstvu 1986.
Kao izbornik Srbije i Crne Gore je osvojio brončanu medalju na Svjetskom prvenstvu 1999. i brončanu medalju na Europskom prvenstvu 1996.
Kao izbornik Egipta je osvojio dvije zlatne medalje na Afričkim rukometnim prvenstvima 2000. i 2004., te 4. mjesto na Svjetskom prvenstvu 2001.